# Rilettius rahmani
Rilettius rahmani är en skalbaggsart som beskrevs av Abdullah 1964. Rilettius rahmani ingår i släktet Rilettius och familjen kvickbaggar. Inga underarter finns listade i Catalogue of Life.